# Ghiacciaio Altarduken
Il ghiacciaio Altarduken (in inglese Altarduken Glacier) è un piccolo ghiacciaio situato sulla costa della Principessa Astrid, nella Terra della Regina Maud, in Antartide.
Il ghiacciaio, il cui punto più alto si trova a circa 1980 m s.l.m., si trova in particolare nei monti Humboldt poco a est della formazione rocciosa chiamata L'Altare, davanti al circo Grautskåla.

## Storia
Il ghiacciaio Altarduken fu scoperto e fotografato per la prima volta nel 1939 grazie a ricognizioni aeree svolte durante la spedizione tedesca Nuova Svevia, 1938-39, ed ancora rimappato più dettagliatamente grazie a ricognizioni della sesta spedizione antartica norvegese, 1956-60, che lo battezzò in associazione con L'Altare, in norvegese "Altardunken" significa infatti, letteralmente, la "coperta dell'Altare".